# Linguagem tipada
Linguagem tipada, ou linguagem tipificada, é uma linguagem de programação que usa variáveis com tipos específicos.

## Classificação

### Linguagens fortemente tipadas
Linguagens fortemente tipadas (ou linguagens fortemente tipificadas) são aquelas em que todas as variáveis tem um tipo específico e seus tipos são importantes para a linguagem. Java, C♯, Fortran e Cobol são exemplos deste tipo de linguagem. Normalmente as linguagens fortemente tipadas também são estaticamente tipadas, o que significa que uma vez que a variável foi declarada com um tipo ela será até o seu fim do mesmo tipo e também normalmente possuem declaração explicita de tipo onde o tipo da variável deve ser especificado logo na sua declaração. Uma vez que tais linguagens levam em consideração o tipo, operações entre tipos diferentes ocasionam erro:
```
int
 
num1
 
=
 
10
;

String
 
num2
 
=
 
"5"
;

int
 
num3
 
=
 
num1
 
*
 
num2
;

// erro

```

Pode haver exceções onde, em determinadas ocasiões e linguagens, a soma de uma variável do tipo texto (string) com uma variável numérica não ocasiona um erro, mas sim a concatenação dos valores — como no Java —, mas isso não significa que a linguagem é tolerante em alguns casos ou que é fracamente tipada, mas sim que aconteceu uma conversão implícita do tipo numérico para string, conversão esta que pode também ser feita explicitamente caso o programador deseje. As linguagens C e C++ também são fortemente tipadas, apesar da discussão em torno do tipo union. Muitos acreditam que o union permite que o programador atribua dados de diversos tipos a uma mesma variável, o que tornaria estas linguagens fracamente tipadas. O que acontece na realidade é que o union sozinho não é um tipo, e sim uma palavra chave para definição de um novo tipo estruturado, como struct. A partir do momento que uma variável é declarada com esse novo tipo, este não pode ser modificado. Além disso, quando o programador quiser atribuir um valor a uma variável, ele deve especificar qual é o tipo que ele está atribuindo através da seleção definida na própria declaração do tipo.

### Linguagens fortemente tipadas e dinamicamente tipadas
Linguagens fortemente tipadas e dinamicamente tipadas (ver sistema de tipos) são aquelas linguagens em que o tipo das variáveis são importantes, porém, elas podem ser alteradas durante a execução do programa. Isso causa muita confusão fazendo com que muitos pensem que linguagens dinamicamente tipadas são a mesma coisa que linguagens fracamente tipadas. Acontece que a linguagem não permite que uma variável numérica realize uma operação com uma variável do tipo string, mesmo que o conteúdo do texto seja composto por números causando um erro, por exemplo: 
```
var1
 
=
 
120

var2
 
=
 
"10"

var3
 
=
 
var1
 
*
 
var2

# Erro

```

Isso acontece pois a linguagem é fortemente tipada, porém, a qualquer momento, o tipo pode ser alterado sem a necessidade de se criar uma nova variável:
```
var1
 
=
 
120

var2
 
=
 
"10"

var2
 
=
 
10

var3
 
=
 
var1
 
*
 
var2

# resultado: 1200

```

Desta última forma o código funcionaria pois trata-se de uma operação com dois tipos iguais. Exemplo de linguagens fortemente tipadas e dinamicamente tipadas é o Ruby.

### Linguagens fracamente tipadas
Linguagens fracamente tipadas são aquelas que não se importam com o tipo de dados contido em uma variável. Permitem que o programador não tenha de fazer conversões de tipos (cast). Neste caso o exemplo abaixo funcionaria sem erros mesmo sendo de tipos diferentes: 
```
var1
 
=
 
120

var2
 
=
 
"10"

var3
 
=
 
var1
 
*
 
var2

// resultado: 1200

```

Exemplos destas linguagens são PHP e Javascript.
Linguagens não tipadas, são aquelas em que existe apenas um tipo genérico ou mesmo nenhum tipo de dados. Entre estas estão a Linguagem de montagem ou Assembly, BCPL, Perl e algumas versões de Forth.